# Le Beausset
Le Beausset este o comună în departamentul Var din sud-estul Franței. În 2009 avea o populație de 9.103 de locuitori.

## Evoluția populației
| An        | 1975  | 1982  | 1990  | 1999  | 2006  | 2009  |
| --------- | ----- | ----- | ----- | ----- | ----- | ----- |
| Populație | 2.992 | 5.327 | 7.114 | 7.723 | 8.710 | 9.103 |